# Poème diamant
Un poème diamant, ou diamante poem, est un style de poème en anglais composé de sept vers. Le texte a la forme d'un diamant ou d'un losange. Cette forme de poésie a été développée par Iris Tiedt dans A New Poetry Form: The Diamante (1969),. 

## Description
Le poème diamant prend son nom de la forme qui est tracée lorsqu'il est écrit. Le poème peut être utilisé de deux manières : soit en comparant et en contrastant deux sujets différents, soit en nommant des synonymes au début du poème puis des antonymes dans la seconde moitié. 
Dans ces poèmes, le sujet est nommé en un mot dans la première ligne. La deuxième ligne se compose de deux adjectifs décrivant le sujet et la troisième ligne contient trois verbes qui sont liés au sujet (il est parfois imposé que ces verbes aient un suffixe en "-ing"). Une quatrième ligne comporte finalement quatre noms mais seuls les deux premiers mots sont liés au premier sujet. Les deux autres mots décrivent le sujet opposé. Les lignes sont ensuite inversées, conduisant à et se rapportant à un deuxième sujet.  

## Structure
Graphiquement, cela donne, : 
```
                              "Nom
```

```
                       Adjectif-Adjectif
```

```
                     Verbe-Verbe-Verbe
```

```
                    Nom-Nom-Nom-Nom
```

```
                     Verbe-Verbe-Verbe
```

```
                       Adjectif-Adjectif
```

```
                              Nom"
```

Un exemple classique, en anglais, est le suivant :
```
                                Winter
```

```
                           Frosty, Bright
```

```
           Skiing, Snow Ball Fighting, Sledding
```

```
           Icicles, Snowflakes, Vacation, Family
```

```
             Swimming, Sun Tanning, Sweltering
```

```
                           Hot, Sunny
```

```
                               Summer
```

## Variantes
D'autres formes ou structures peuvent également utiliser la ligne médiane pour fournir une phrase ou une description du premier et deuxième nom : 
- Ligne 1 : Sujet 1
- Ligne 2 : Deux adjectifs décrivant le sujet 1
- Ligne 3 : Trois verbes d'action sur le sujet 1 se terminant en -ing
- Ligne 4 : Une courte phrase sur le sujet 1 et une courte phrase sur le sujet 2
- Ligne 5 : Trois verbes d'action sur le sujet 2 se terminant en -ing
- Ligne 6 : Deux adjectifs décrivant le sujet 2
- Ligne 7 : Sujet 2